# Bill Medley

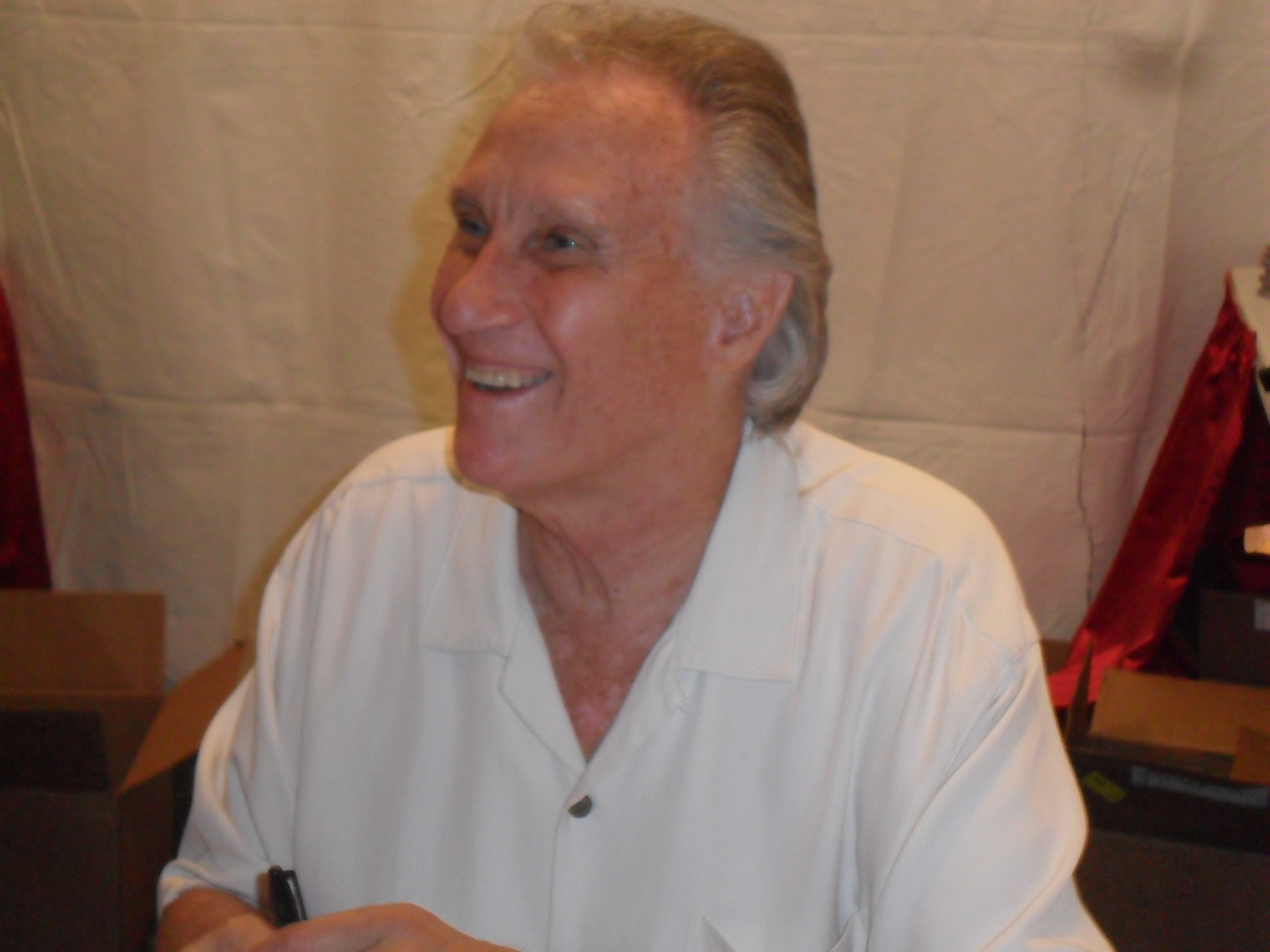
Bill Medley (2012)

Bill Medley (* 19. September 1940 in Santa Ana, Kalifornien; eigentlich William Thomas Medley) ist ein US-amerikanischer Sänger und ehemaliges Mitglied des Soul-Duos Righteous Brothers, das von 1963 bis 1968 und nach einer kurzen Reunion von 1974 bis 1976 Erfolge feiern konnte. Mit seiner Duettpartnerin Jennifer Warnes gelang ihm schließlich 1987 mit (I’ve Had) The Time of My Life auch als Solist ein weltweiter Hit.

## Karriere
Die Righteous Brothers hatten einige große Erfolge, so You’ve Lost That Lovin’ Feelin’ (1964), Unchained Melody (1965, 1990), Ebb Tide (1965), (You're My) Soul and Inspiration (1966) und Rock and Roll Heaven (1974). Medley veröffentlichte nach der ersten Trennung noch 1968 seine erste Solo-LP. Danach folgten etliche Alben für Labels wie MGM, A&M, Liberty und Planet Records, die allerdings kaum erfolgreich waren. Mit Brown Eyed Woman, Peace Brother Peace (1968), Statue of a Fool (1979), Don't Know Much (1981) sowie Right Here and Now (1982) hatte er kleinere Single-Hits in den US-Charts. Wenig bekannt: Zwischen 1979 und 1985 hatte Medley sechs ebenfalls kleinere Erfolge in den amerikanischen Country-Charts. Hier war I Still Do sein erfolgreichster, auf Platz 17 platzierter Titel.
Als Sänger von Filmliedern konnte er schließlich in der zweiten Hälfte der 1980er Jahre wieder auf sich aufmerksam machen und zumindest einen Welthit feiern: Mit Jennifer Warnes sang er 1987 (I've Had) The Time of My Life, ein weltweiter Nummer-eins-Erfolg. Der Song war in dem den Zeitgeist prägenden Tanzfilm Dirty Dancing in der Schlussszene zu hören. Der Erfolg war so enorm, dass Medley 1988 mit Eric Carmen, Merry Clayton und The Contours, die ebenfalls am Soundtrack des Films beteiligt waren, auf eine Dirty-Dancing-Live-in-Concert-Tour ging. Ein Jahr später erschien ein Album mit einem Live-Mitschnitt.
Außerdem sang Medley 1986 das Liebesthema Loving on Borrowed Time des Actionfilms Die City-Cobra, ein Duett mit Gladys Knight, sowie ein Remake des Klassikers He Ain’t Heavy, He’s My Brother für Rambo III (1988). Danach folgten unter anderem Most of All You für Die Indianer von Cleveland (1989) sowie der Song Friday Night's a Great Time for Football, der im Vorspann von Last Boy Scout (1991) zu hören ist.
Seit 2003 ist Medley als Teil der Righteous Brothers Mitglied der Rock and Roll Hall of Fame.
Medley tritt nach wie vor live auf. 2009 erschien die CD Live. 2011 tourte er unter anderem mit seiner Tochter McKenna Medley durch die USA.

## Privat
Seine erste Ehefrau Karen Klaas (manchmal auch O’Grady), mit der Medley seit 1964 verheiratet war, wurde 1976 vergewaltigt und ermordet. Zu diesem Zeitpunkt waren die beiden allerdings bereits geschieden. Der Mordfall wurde 2009 neu eröffnet, was Medley begrüßte. 2017 gab die Polizei bekannt, dass der Fall durch die Untersuchung und den Abgleich von DNA-Spuren geklärt werden konnte. Der Mörder sei offenbar ein vielfach verurteilter Sexualstraftäter gewesen, der bereits 1982 auf der Flucht von der Polizei erschossen wurde. Aus der Verbindung mit Klaas ging der Sohn Darrin hervor, der unter dem Künstlernamen Darren Dowler Leadsänger der Gruppe Paul Revere & the Raiders und auch als Schauspieler tätig ist.
Zwei kurze Ehen Medleys in den 1970er-Jahren wurden später annulliert. Bill Medley ist seit 1986 in zweiter Ehe verheiratet und hat mit seiner Frau eine Tochter.

## Diskografie

### Alben
| Jahr | Titel            | Höchstplatzierung, Gesamtwochen, AuszeichnungChartsChartplatzierungen (Jahr, Titel, Platzierungen, Wochen, Auszeichnungen, Anmerkungen) | Anmerkungen                |
| Jahr | Titel            | US | Anmerkungen                |
| ---- | ---------------- | --- | -------------------------- |
| 1968 | Bill Medley 100% | US188 (4 Wo.)US | Erstveröffentlichung: 1968 |
| 1969 | Soft and Soulful | US152 (4 Wo.)US | Erstveröffentlichung: 1969 |

Weitere Alben
- 1969: Someone Is Standing Outside
- 1970: Nobody Knows
- 1970: Gone
- 1971: A Song for You
- 1973: Smile
- 1978: Lay a Little Lovin' on Me
- 1981: Sweet Thunder
- 1982: Right Here and Now
- 1984: I Still Do
- 1985: Still Hung Up on You
- 1988: The Best of Billy Medley
- 1991: Blue Eyed Singer
- 1992: Going Home
- 1997: Almost Home
- 2004: Your Heart to Mine – Dedicated to the Blues
- 2007: Damn Near Righteous
- 2009: Live

### Singles
| Jahr | Titel Album                                             | Höchstplatzierung, Gesamtwochen, AuszeichnungChartplatzierungen (Jahr, Titel, Album, Platzierungen, Wochen, Auszeichnungen, Anmerkungen) | Höchstplatzierung, Gesamtwochen, AuszeichnungChartplatzierungen (Jahr, Titel, Album, Platzierungen, Wochen, Auszeichnungen, Anmerkungen) | Höchstplatzierung, Gesamtwochen, AuszeichnungChartplatzierungen (Jahr, Titel, Album, Platzierungen, Wochen, Auszeichnungen, Anmerkungen) | Höchstplatzierung, Gesamtwochen, AuszeichnungChartplatzierungen (Jahr, Titel, Album, Platzierungen, Wochen, Auszeichnungen, Anmerkungen) | Höchstplatzierung, Gesamtwochen, AuszeichnungChartplatzierungen (Jahr, Titel, Album, Platzierungen, Wochen, Auszeichnungen, Anmerkungen) | Anmerkungen                                                       |
| Jahr | Titel Album                                             | DE | AT | CH | UK | US | Anmerkungen                                                       |
| ---- | ------------------------------------------------------- | --- | --- | --- | --- | --- | ----------------------------------------------------------------- |
| 1968 | I Can’t Make it Alone Bill Medley 100%                  | — | — | — | — | US95 (2 Wo.)US | Erstveröffentlichung: 1968                                        |
| 1968 | Brown Eyed Woman Bill Medley 100%                       | — | — | — | — | US43 (11 Wo.)US | Erstveröffentlichung: 1968                                        |
| 1968 | Peace Brother Peace Soft and Soulful                    | — | — | — | — | US48 (7 Wo.)US | Erstveröffentlichung: 1968                                        |
| 1981 | Don’t Know Much Sweet Thunder                           | — | — | — | — | US88 (4 Wo.)US | Erstveröffentlichung: 1981                                        |
| 1982 | Right Here and Now                                      | — | — | — | — | US58 (8 Wo.)US | Erstveröffentlichung: 1982                                        |
| 1987 | (I’ve Had) The Time of My Life Dirty Dancing Soundtrack | DE5 Gold · (22 Wo.)DE | AT3 (14 Wo.)AT | CH5 (15 Wo.)CH | UK6 Platin · (23 Wo.)UK | US1 Gold · (21 Wo.)US | Erstveröffentlichung: 10. Juli 1987 mit Jennifer Warnes           |
| 1988 | He Ain’t Heavy, He’s My Brother Rambo III Soundtrack    | — | — | — | UK25 (6 Wo.)UK | — | Erstveröffentlichung: 1. August 1988 Original: The Hollies (1969) |

Weitere Singles
- 1965: Leavin’ Town-I Surrender (To Your Touch)
- 1967: That Lucky Old Sun (Just Rolls Around Heaven All Day)
- 1969: This Is a Love Song
- 1969: Someone Is Standing Outside
- 1970: Wasn’t it Easy
- 1970: Makin’ My Way
- 1970: Nobody Knows
- 1970: Gone
- 1971: Help Me Make It Through the Night
- 1978: Statue of a Fool
- 1978: Lay a Little Lovin’ on Me
- 1980: Still a Fool
- 1981: Hey Girl
- 1982: For You
- 1983: Till Your Memories Gone
- 1984: I’ve Always Got the Heart to Sing the Blues
- 1985: Is There Anything I Can Do
- 1986: Loving on Borrowed Time (mit Gladys Knight)
- 1988: You’ve Lost That Lovin’ Feelin’
- 1988: I’m Gonna Be Strong
- 1989: Most of All You
- 1991: Friday Night’s a Great Time for Football

## Auszeichnungen für Musikverkäufe
| Goldene Schallplatte - Australien - 1988: für die Single (I’ve Had) The Time of My Life - Brasilien - 2021: für die Single (I’ve Had) The Time of My Life - Italien - 2018: für die Single (I’ve Had) The Time of My Life - Kanada - 1988: für die Single (I’ve Had) The Time of My Life - Spanien - 2024: für die Single (I’ve Had) The Time of My Life - Vereinigte Staaten - 1966: für die Produktion (You’re My) Soul and Inspiration (The Righteous Brothers) | Platin-Schallplatte - Dänemark - 2023: für die Single (I’ve Had) The Time of My Life - Niederlande - 1988: für die Single (I’ve Had) The Time of My Life 2× Platin-Schallplatte - Neuseeland - 2023: für die Single (I’ve Had) The Time of My Life |

Anmerkung: Auszeichnungen in Ländern aus den Charttabellen bzw. Chartboxen sind in ebendiesen zu finden.
| Land/RegionAuszeichnungen für Musikverkäufe (Land/Region, Auszeichnungen, Verkäufe, Quellen) | Gold     | Platin     | Verkäufe  | Quellen             |
| -------------------------------------------------------------------------------------------- | -------- | ---------- | --------- | ------------------- |
| Australien (ARIA)                                                                            | Gold1    | —          | 35.000    | ariacharts.com.au   |
| Brasilien (PMB)                                                                              | Gold1    | —          | 30.000    | pro-musicabr.org.br |
| Dänemark (IFPI)                                                                              | —        | Platin1    | 90.000    | ifpi.dk             |
| Deutschland (BVMI)                                                                           | Gold1    | —          | 250.000   | musikindustrie.de   |
| Italien (FIMI)                                                                               | Gold1    | —          | 25.000    | fimi.it             |
| Kanada (MC)                                                                                  | Gold1    | —          | 50.000    | musiccanada.com     |
| Neuseeland (RMNZ)                                                                            | —        | 2× Platin2 | 60.000    | radioscope.co.nz    |
| Niederlande (NVPI)                                                                           | —        | Platin1    | 100.000   | nvpi.nl             |
| Spanien (Promusicae)                                                                         | Gold1    | —          | 30.000    | elportaldemusica.es |
| Vereinigte Staaten (RIAA)                                                                    | 2× Gold2 | —          | 1.500.000 | riaa.com            |
| Vereinigtes Königreich (BPI)                                                                 | —        | Platin1    | 600.000   | bpi.co.uk           |
| Insgesamt                                                                                    | 8× Gold8 | 5× Platin5 |           |                     |